# رجب‌لی، ترتر
رجب‌لی (به لاتین: Rəcəbli) یک منطقه مسکونی در جمهوری آذربایجان است که در شهرستان ترتر واقع شده است. رجب‌لی ۴۸۴ نفر جمعیت دارد.